# Katrina Brown
Katrina Brown (ca. 1965) is een Australisch klavecimbel- en pianofortespeler.

## Levensloop
Brown studeerde piano en compositie aan het Elder Conservatorium in Adelaide. Ze won de prijs in de klaviersectie van de ABC Instrumental and Vocal Competition in 1984.
Ze vervolgde haar studies in klavecimbel en pianoforte bij Christopher Kite aan de Guildhall School of Music and Drama in Londen. In 1990 won ze de Raymond Russell Harpsichord Competition en in 1992 de Broadwood Trust Fortepiano Competition. Ze speelde op een klavier dat in 1981 in Adelaide was gebouwd door Richard Schaumloffel, naar een instrument gebouwd door Christian Zell in Hamburg, ca. 1730.
In 1995 won ze de 4de prijs in het internationaal klavecimbelconcours, gehouden in het kader van het Festival Musica Antiqua in Brugge.